# Begraafplaats van Fère-en-Tardenois
De Begraafplaats van Fère-en-Tardenois is een gemeentelijke begraafplaats in de Franse gemeente Fère-en-Tardenois (departement Aisne). De begraafplaats ligt aan de Chemin de Ronde op ruim 100 m ten zuidwesten van het centrum (Église Sainte-Macre). Ze wordt grotendeels omsloten door een natuurstenen muur en afgesloten door een tweedelig metalen hek.

## Oorlogsgraven

### Franse graven

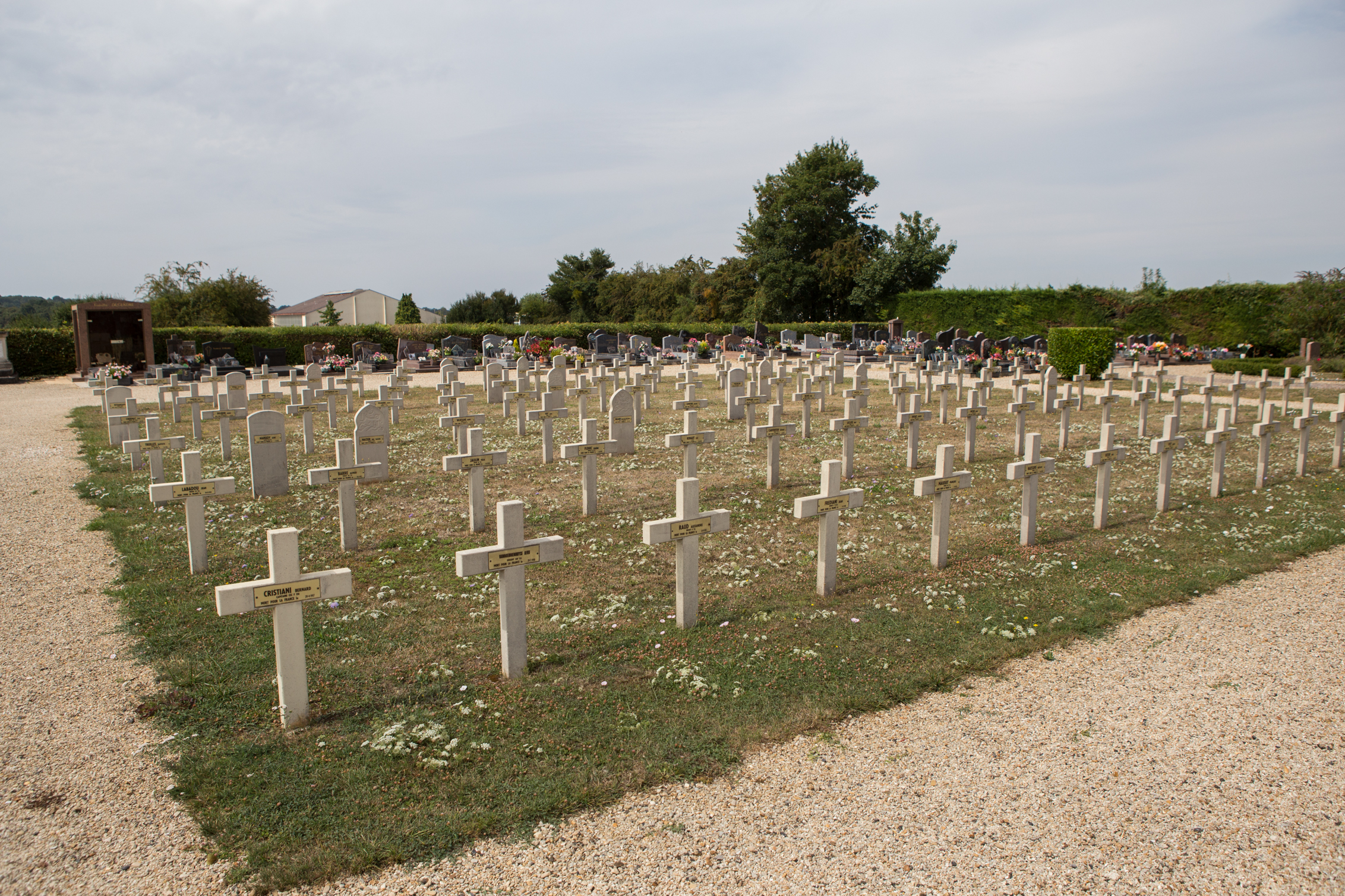
Franse militaire graven

Op de begraafplaats ligt een perk met 133 Franse gesneuvelde soldaten uit de Eerste Wereldoorlog. Daarbij zijn een 16-tal graven van soldaten uit de voormalige Noord-Afrikaanse koloniën van Frankrijk.

### Britse graven
Vlak voor het Franse militaire perk ligt ook een perk met 13 Britse gesneuvelden (waaronder 1 niet geïdentificeerde) uit de Eerste Wereldoorlog. Zij vielen tussen 15 september en 2 oktober 1914 tijdens de gevechten tegen het oprukkende Duitse leger.
- Georges Charles Kirkham, soldaat bij het King's Royal Rifle Corps was slechts 17 jaar toen hij op 21 september 1914 sneuvelde.

De graven worden onderhouden door de Commonwealth War Graves Commission en zijn daar geregistreerd als Fere-en-Tardenois Communal Cemetery.